# 九三式防空機槍
"霍"式九三式防空機槍是日本帝國海軍的防空用重機槍，它是法國霍奇克斯M1929重機槍的仿製品，發射法式13.2×96毫米重機槍子彈，當中包括普通彈，燃燒弹和穿甲弹，此種子彈後來也用於機載的三式重機槍，不過因此卻出現雙胞胎，因為日本帝國陸軍也有另一種稱為九二式防空機槍也同樣是法國霍奇克斯防空機槍的仿製品，即同一種武器日本人卻仿製了兩次。M1929式机枪于昭和5年（1930年）1月在伊良湖試験場进行了射程1,500米以下的平射射表和高射射表制定射击，结果令人满意。

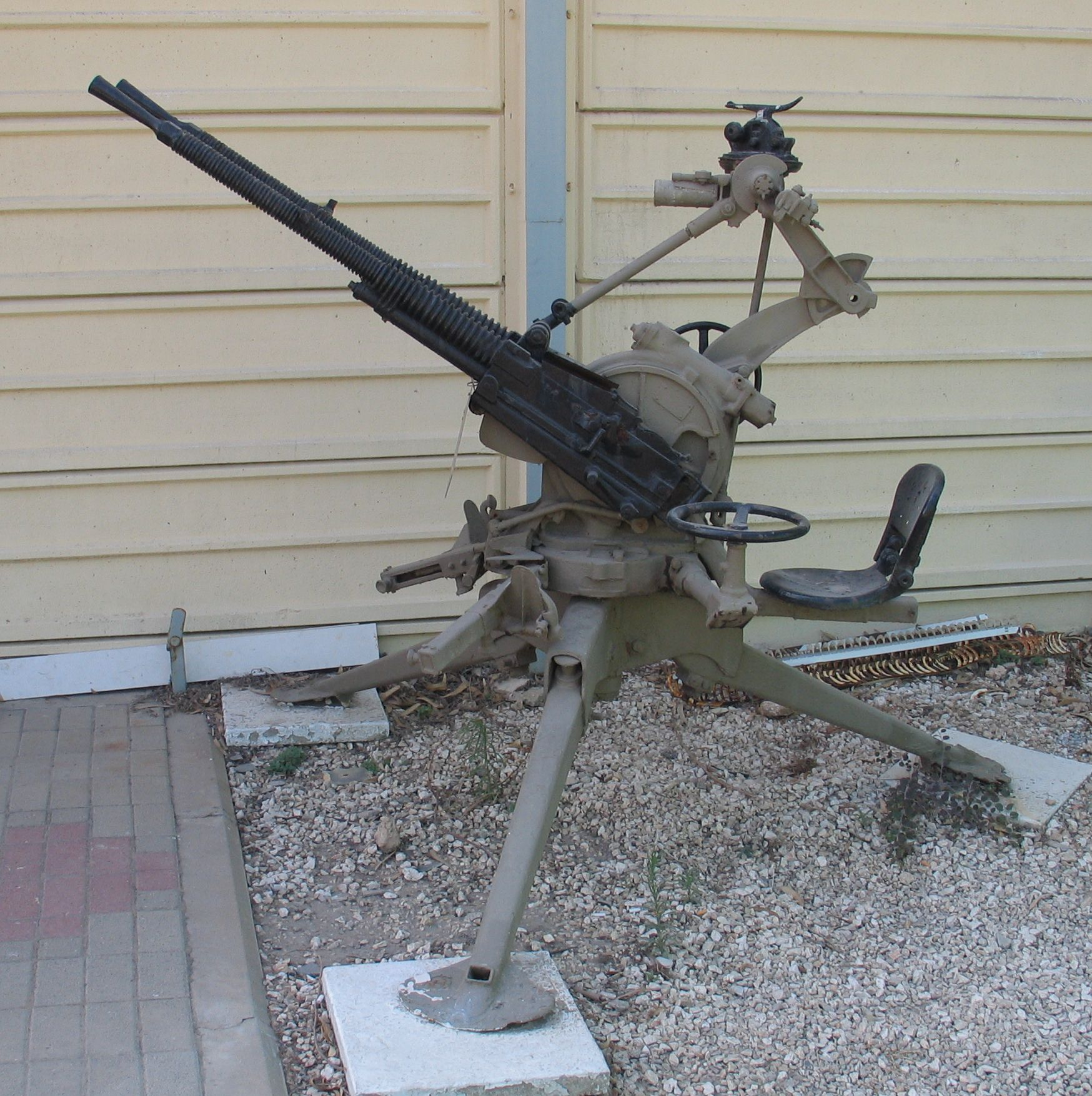
法國霍奇克斯防空機槍

九三式防空機槍是採用氣動式操作的風冷式重機槍，槍管有坑紋去幫助散熱，彈匣為30發裝並從槍身上方插入，九三式防空機槍大多用於日本海軍的軍艦上作為防空武器或射擊裝甲目標。

## 基本資料
- 槍長：1.67米
- 槍管長：1米
- 槍重：37.5公斤
- 口徑：13.2毫米
- 子彈：13.2x96毫米（俄语：13.2 x 96 mm 霍奇克斯）
- 子彈初速：800米/秒
- 子彈射速：450發/分鐘
- 作用方式：氣動式
- 供彈方式：30發裝彈匣